# Промышленность Нижегородской области

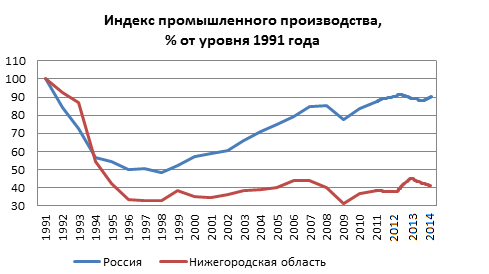
Динамика индексов промышленного производства в Нижегородской области и в России в 1991—2009 годах, в процентах от значений 1991 года

Промышленность Нижегородской области — отрасль экономики Нижегородской области.
Нижегородская область — один из наиболее развитых регионов РФ с точки зрения экономики, обладающий диверсифицированной промышленной базой. Специализированными центрами промпроизводства являются подавляющее число городов области (например Навашино, Чкаловск, Заволжье и др.).
Основу промышленности Нижегородской области составляют такие отрасли, как машиностроение и металлургия, химия и нефтехимия, оборонная промышленность, электроэнергетика.
По информации Правительства Нижегородской области за 2013 год региональными предприятиями было отгружено промышленной продукции на 1,34 трлн. рублей. В стране регион занял 7-е место по объёму отгруженной продукции. Доля Нижегородской области в общероссийском объёме отгрузки обрабатывающих отраслей составила 3,7%.
2016 год промышленность Нижегородской области завершила с ростом индекса производства  — 105,5% против 102,4% годом ранее, а объём отгруженной продукции предприятий достиг 1,2 трлн руб. Традиционно максимальный результат обеспечила обрабатывающая отрасль с долей в общем объеме 1,1 трлн руб. и ростом 5,7% в годовом выражении. 
Регион сохранил седьмое место в 2016 году среди субъектов РФ по уровню отгрузки предприятий обрабатывающей отрасли и стал вторым в ПФО после Татарстана .
Семь городов области представлены в рейтинге «250 крупнейших промышленных центров России» за 2013 год. Первое место по объёмам промышленного производства в области (261,3 млрд. рублей) занимает Кстово. Согласно данным рейтинга регионов России по эффективности промышленного производства журнала «Экономические исследования» Нижегородская область занимает 15-е место с присвоенным классом В (выше среднего).

## История
Самое общее представление об естественно-исторических условиях Нижегородской губернии, её кустарных промыслах и экономической политике нижегородского губернского земства можно получить из издания "Нижегородская губерния по исследованиям губернского земства. Вып. I-III" (СПб., 1896).

## Машиностроение и металлообработка

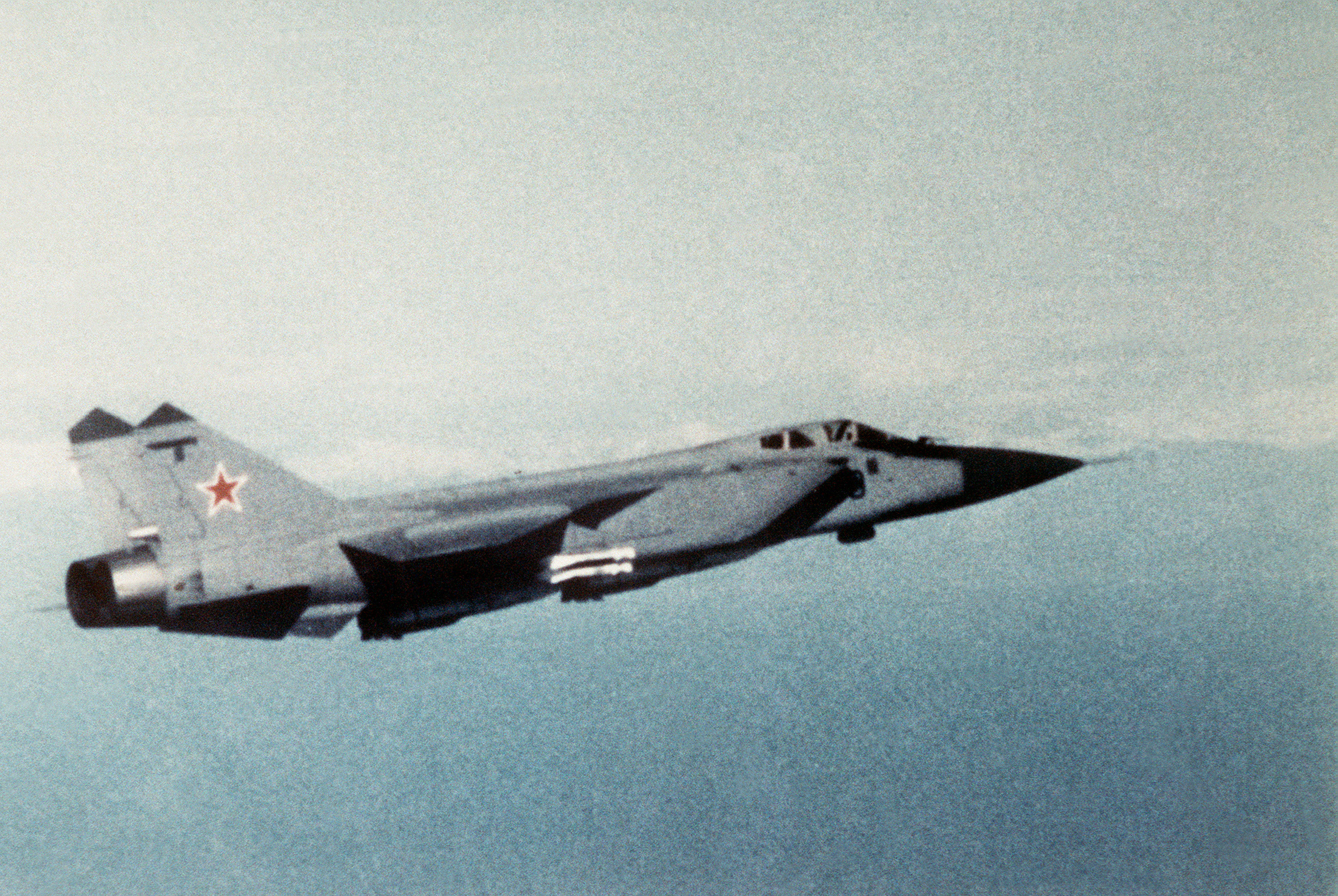
МиГ-31

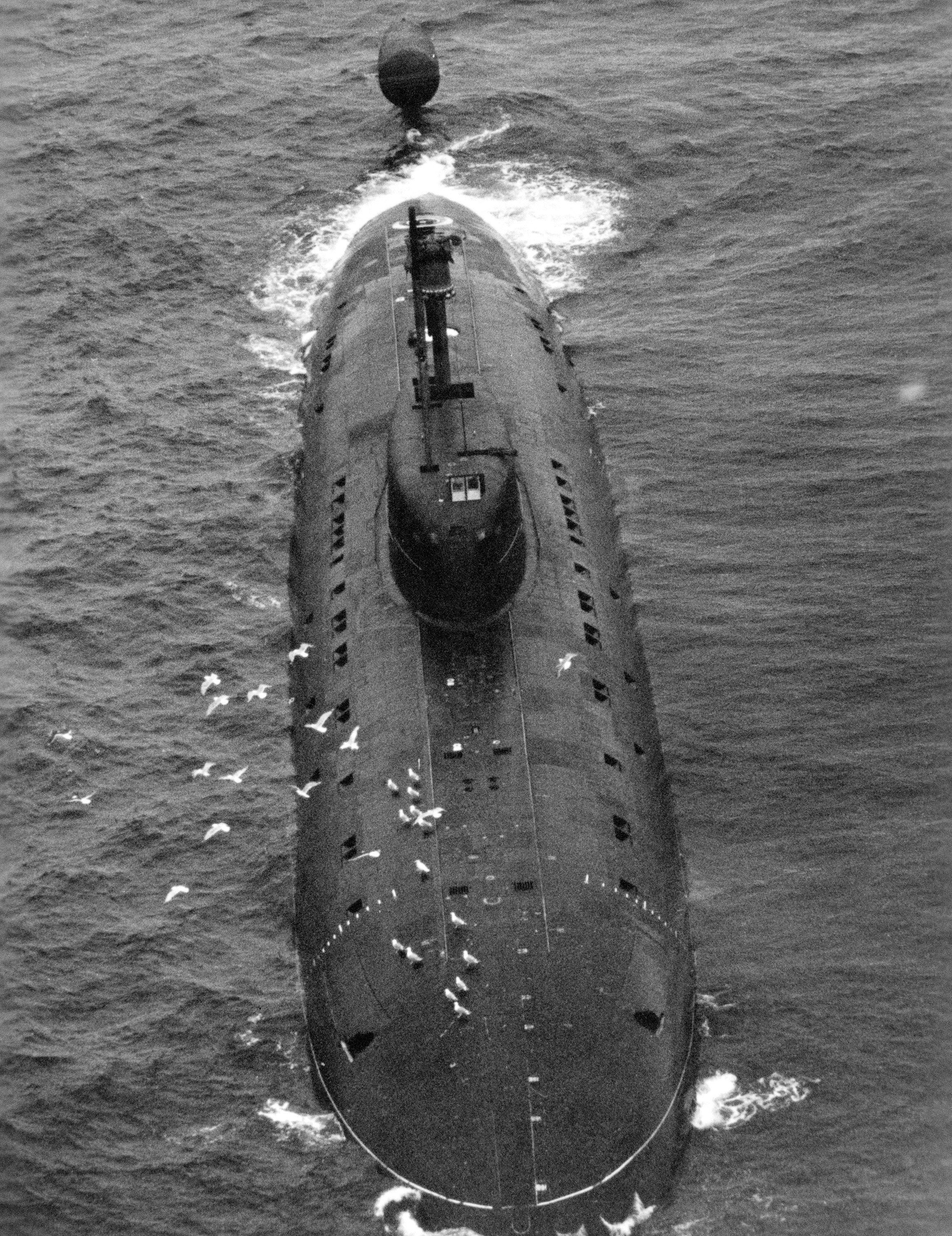
ПЛАТ проекта 945 «Барракуда»

Машиностроение и металлообработка являются крупнейшими отраслями промышленности области. Машиностроение составляет 45% промышленного производства. Согласно экспертной оценке, промышленность региона специализирована на транспортном машиностроении: автостроении, судостроении и самолетостроении. Крупный бизнес в этих отраслях представлен такими корпорациями, как «Группа ГАЗ», «Ростехнологии», «Росатом», «Объединенная судостроительная корпорация» (Нижний Новгород, Дзержинск, Арзамас, Балахна) и «Объединённая металлургическая компания» (Выкса).
Нижний Новгород является крупнейшим центром машиностроения в регионе, с развитым производством машин, автомобилей и иных транспортных средств, оборудования, электроники и электротехники. 67% общего объёма оборота промышленных предприятий города занимает производство транспортных средств и оборудования. Крупнейшими предприятиями в различных отраслях машиностроения и металлообработки являются: «Опытное конструкторское бюро машиностроения им. И. И. Африкантова», «Научно-исследовательский институт измерительных систем им. Ю. Е. Седакова» (атомная промышленность), «Горьковский автомобильный завод» (автомобилестроение), «Нижегородский машиностроительный завод», «РУМО», «Красная Этна» (машиностроение), авиастроительный завод «Сокол», «Гидромаш», ПКО «Теплообменник» (авиастроение), ФГУП «Нижегородский НИИ радиотехники», «Нител» (радиоэлектроника), «Красное Сормово» и «ЦКБ по СПК им. Р. Е. Алексеева» (судостроение). «Нижегородский завод им. Г. И. Петровского» — единственный в России производитель «чёрных ящиков». Также тяжёлая индустрия города представлена «Горьковским металлургическим заводом» (выпускает сталь, горячий прокат, инструменты). В 2009 году Нижний Новгород был выбран в качестве одной из пяти экспериментальных площадок где будет выполняться утилизация старых автомобилей в рамках государственной программы.
В других городах области машиностроение и металлообработка представлены: судостроением (Навашино, Чкаловск), моторостроением (Заволжье), металлургией (Выкса). В обрабатывающей отрасли сосредоточено наибольшее количество инновационно-активных предприятий региона.

## Лёгкая и пищевая промышленность
Лёгкая и пищевая промышленность представлены чулочно-трикотажными, кожевенно-обувными, швейными предприятиями, мясокомбинатом, колбасным заводом, молочным комбинатом, пивзаводом (пиво «Окское»), кондитерской фабрикой и др. Работает ряд предприятий деревообрабатывающей и полиграфической отраслей.

## Промышленность строительных материалов
Значительное число предприятий по производству строительных материалов (заводы железобетонных конструкций, асфальтобетонные и др.).
В 2012 году в Нижнем Новгороде было закончено строительство крупнейшего в Европе завода по производству кровельных материалов. Инвестором выступила французская компания Onduline.

## Химическая промышленность
Химическая промышленность: продукты органического синтеза, пластмассы и синтетические смолы, оргстекло, лаки, краски, ядохимикаты и др. — Дзержинск, Нижний Новгород.
ОАО «Оргсинтез» — одно из крупнейших предприятий лесохимической промышленности в России.
В Нижнем Новгороде работает завод «НИЖФАРМ» — один из крупнейших производителей лекарств в России.
Традиционно большую долю в промышленном производстве Нижегородской области занимает нефтепереработка, которая представлена такими предприятиями как «ЛУКОЙЛ-Нижегороднефтеоргсинтез» ( НОРСИ), ООО «Русвинил»,  СИБУР-Кстово .

## Стекольная промышленность
В городе Бор расположено крупнейшее в России предприятие производитель полированного, автомобильного стекла и стеклопосуды — Борский стекольный завод.

## Электроэнергетика
Тепло- и энергообеспечение Нижнего Новгорода осуществляют Автозаводская ТЭЦ электрической мощностью 580 МВт, Сормовская ТЭЦ (ТГК-6) — 340 МВт. В 60 км от города находится Горьковская ГЭС. Нижний Новгород расположен в энергодефицитном регионе. Это в том числе связано с отменой строительства в конце 1980-х Горьковской АСТ. В 2009 году инвестиционный совет при губернаторе Нижегородской области одобрил проект строительства в Нижнем Новгороде парогазовой ТЭЦ электрической мощностью 900 МВт и тепловой мощностью 840 Гкал/час. К 2016 году планируется ввести в эксплуатацию первый блок Нижегородской АЭС.

## Показатели
| | | Нижегородская область | В целом по России |
| Добыча полезных ископаемых                                                                           | Добыча полезных ископаемых                                                                           | −73,2 %               | −31,4 %           |
| Добыча каменного угля, бурого угля и торфа                                                           | Добыча каменного угля, бурого угля и торфа                                                           | −83,6 %               | −19,8 %           |
| Добыча полезных ископаемых, кроме топливно-энергетических                                            | Добыча полезных ископаемых, кроме топливно-энергетических                                            | −70,3 %               | −52,2 %           |
| Обрабатывающие производства                                                                          | Обрабатывающие производства                                                                          | −68,3 %               | −57,4 %           |
| Производство пищевых продуктов                                                                       | Производство пищевых продуктов                                                                       | −62,4 %               | −54,5 %           |
| Текстильное и швейное производство                                                                   | Текстильное и швейное производство                                                                   | −81,2 %               | −82,7 %           |
| Текстильное производство                                                                             | Текстильное производство                                                                             | −78,5 %               | −84,9 %           |
| Производство одежды; выделка и крашение меха                                                         | Производство одежды; выделка и крашение меха                                                         | −82,7 %               | −78,2 %           |
| Производство кожи, изделий из кожи и производство обуви                                              | Производство кожи, изделий из кожи и производство обуви                                              | −90,8 %               | −84,8 %           |
| Обработка древесины и производство изделий из дерева                                                 | Обработка древесины и производство изделий из дерева                                                 | −50,9 %               | −67,4 %           |
| Производство целлюлозы, древесной массы, бумаги, картона и изделий из них                            | Производство целлюлозы, древесной массы, бумаги, картона и изделий из них                            | +39,0 %               | −53,7 %           |
| Издательская и полиграфическая деятельность, тиражирование записанных носителей информации           | Издательская и полиграфическая деятельность, тиражирование записанных носителей информации           | −61,9 %               | −8,6 %            |
| Производство кокса и нефтепродуктов                                                                  | Производство кокса и нефтепродуктов                                                                  | −54,1 %               | −38,6 %           |
| Химическое производство                                                                              | Химическое производство                                                                              | −73,9 %               | −51,0 %           |
| Производство резиновых и пластмассовых изделий                                                       | Производство резиновых и пластмассовых изделий                                                       | −68,2 %               | −65,4 %           |
| Металлургическое производство                                                                        | Металлургическое производство                                                                        | −60,7 %               | −42,5 %           |
| Производство готовых металлических изделий                                                           | Производство готовых металлических изделий                                                           | −79,1 %               | −64,4 %           |
| Производство машин и оборудования                                                                    | Производство машин и оборудования                                                                    | −69,7 %               | −69,2 %           |
| Производство электрооборудования, электронного и оптического оборудования                            | Производство электрооборудования, электронного и оптического оборудования                            | −86,4 %               | −65,7 %           |
| Производство офисного оборудования и вычислительной техники                                          | Производство офисного оборудования и вычислительной техники                                          | −59,5 %               | −78,9 %           |
| Производство электрических машин и электрооборудования                                               | Производство электрических машин и электрооборудования                                               | −71,3 %               | −73,0 %           |
| Производство аппаратуры для радио, телевидения и связи                                               | Производство аппаратуры для радио, телевидения и связи                                               | −87,8 %               | −65,9 %           |
| Производство изделий медицинской техники, средств измерений, оптических приборов и аппаратуры, часов | Производство изделий медицинской техники, средств измерений, оптических приборов и аппаратуры, часов | −80,7 %               | −16,1 %           |
| Производство транспортных средств и оборудования                                                     | Производство транспортных средств и оборудования                                                     | −48,4 %               | −57,2 %           |
| Производство автомобилей, прицепов и полуприцепов                                                    | Производство автомобилей, прицепов и полуприцепов                                                    | −12,7 %               | −43,9 %           |
| Производство судов, летательных и космических аппаратов и прочих транспортных средств                | Производство судов, летательных и космических аппаратов и прочих транспортных средств                | −91,8 %               | −65,1 %           |
| Обработка вторичного сырья                                                                           | Обработка вторичного сырья                                                                           | −69,3 %               | −51,7 %           |
| Производство и распределение электроэнергии, газа и воды                                             | Производство и распределение электроэнергии, газа и воды                                             | −21,3 %               | −22,0 %           |